# جو جيمس (لاعب كرة قدم أمريكية)
جو جيمس (بالإنجليزية: Joe James)‏ هو لاعب كرة قدم أمريكية أمريكي، ولد في 1934 في سبور في الولايات المتحدة، وتوفي في 9 أكتوبر 2015.